# 愛達荷號戰艦 (BB-24)
愛達荷號戰艦（舷號BB-24）是一艘隸屬於美國海軍的戰艦，為密西西比級戰艦的二號艦。她是美軍第二艘以愛達荷州為名的軍艦，亦是美國最後一批設計的前無畏艦。
愛達荷號在1904年於費城的克雷普父子造船廠（William Cramp & Sons Ship & Engine Building Co.）開始建造，並在1905年下水，最終在1908年服役。在美國海軍服役期間，愛達荷主要用作訓練艦，並在美國入侵韋拉克魯斯前夕短暫到墨西哥外海戒備。1914年4月美國政府將愛達荷號及姊妹艦密西西比號出售給希臘海軍。由於歐洲不久因薩拉熱窩暗殺事件而陷入戰爭邊緣，愛達荷號的轉移程序加快，並趕及在第一次世界大戰爆發前完成移交，同時更名為利姆諾斯（Limnos），以紀念第二次巴爾幹戰爭中利姆諾斯島戰役。同年7月愛達荷號於美國海軍正式退役及除籍，其時離第一次世界大戰爆發只有一星期之遙。
接著利姆諾斯號擔任希臘海軍旗艦。不久親德的希臘國王康斯坦丁一世與親協約國的希臘總理韋尼澤洛斯，就保持中立抑或加入協約而陷入嚴重分歧，在國內引發龐大政治危機；法國軍隊更一度登陸希臘，並驅逐大部分利姆諾斯號的船員，同時填塞其炮口，使利姆諾斯號失去作戰能力。希臘最終在1916年加入協約陣營。
戰後利姆諾斯號曾前往黑海，參與協約國武裝干涉俄國內戰。接著利姆諾斯號又參與了希土戰爭，並在1937年後轉為水上軍營。1941年第二次世界大戰希臘戰役期間，利姆諾斯號被納粹德國空軍攻擊後擱淺，艦體在戰後出售拆解。